# 上海传媒业
上海传媒业，旨在介绍上海市的媒體。目前上海媒体涵蓋报刊、出版社、廣播、電視、網路等，部分媒体在全国范围内享有一定影响力。

## 报业

《申报》为近代中国的重要报纸，图为其创刊号

上海现代化报业自开埠以后便开始发展，之前主要有一些邸钞、《京报》等官方公报的传统新闻传播媒介。而近代报纸始于1850年代，为中国的西方教会和传教士创办的中文教会报纸，以传教布道、报道宗教活动为主，也兼有介绍西方政治制度、道德观念和炫耀科学文明的内容。1850年，全英语的《北华捷报》创刊，成为上海最早的报纸。
1861年，汉语报纸《上海新报》创刊，是上海最早的外商中文报纸，由英商字林洋行为传递商情而创办。1872年，近代影响力最大的报纸之一的《申报》创刊。至1936年，《申报》《新闻报》《时报》《时事新报》《大公报》等五大报纸，每日销售总数即达到50万份。
至1937年淞沪会战开始后，《申报》等由于不接受日军的新闻审查而停刊。由于租界当局不允许中国报纸进行抗日宣传，因此许多爱国的新闻工作者乃借用外国人的名义办报，代表报纸有《每日译报》、《文汇报》，挂的都是英商招牌，之后《国际夜报》、《导报》、《大英夜报》、《中美日报》、《大晚报》、《大美报》、《生活日报》、《时报》、《文汇晚报》、《大美晚报》、《新闻夜报》等报刊都打着英商或美商的旗号先后出版。
1941年上海完全沦陷后，上海报业基本停运。直到1945年才恢复，至1949年5月，上海全市有各类报纸70余种，为全国报业中心，以国民党系统的报纸为主，另有一批民主报刊。
1949年5月上海战役，中国人民解放军接管上海以后，由于《申报》因属于中国国民党党产而被没收停刊，上海报业也开始转向全面国有。当时主要报纸有《解放日报》、《劳动报》、《青年报》、《文汇报》和《新民晚报》。
到了1960年代中期以后，全市只有《解放日报》和《文汇报》两种，《新民晚报》和《青年报》被迫停刊。1967年1月，解放、文汇两报也被“造反派”组织夺权。1979年起，上海大批报纸开始复刊，解放、文汇两报还创办了多种其它报刊。
1980年代后，上海报业发展迅速，到1990年代有《上海金融报》、《上海证券报》等报纸创刊，总数达到90种。之后报纸进入市场化经营的时期。1998年，文汇新民联合报业集团成立；2000年，解放日报报业集团成立。在此期间，上海诞生了一系列有影响力的报纸，如《申江服务导报》、《新闻晨报》、《新闻晚报》、《东方早报》等。2013年，解放日报报业集团、文汇新民联合报业集团合并组建新的上海报业集团，此后集团开始大力发展新媒体，同时部分报纸采取停刊、减少版面等举措，由此报业市场开始走向衰落。
目前上海报业市场中，《解放日报》、《文汇报》、《新民晚报》为三大主要报纸，保留了党报性质，在一些企事业单位实行强制订阅。
2012年上海报纸主营业务收入与利润情况：
| 报纸         | 主营业务收入 | 利润      | 所属集团         |
| ------------ | ------------ | --------- | ---------------- |
| 上海证券报   | 5.45亿元     | 26963万元 | 新华社           |
| 第一财经日报 | 3.03亿元     | 5488万元  | SMG              |
| 新民晚报     | 5.2亿元      | 4824万元  | 上海报业集团     |
| 新闻晨报     | 3.11亿元     | 3672万元  | 上海报业集团     |
| 东方早报     | 2.4亿元      | 1362万元  | 上海报业集团     |
| 外滩画报     | -            | 1355万元  | 上海报业集团     |
| 申江服务导报 | -            | 1089万元  | 上海报业集团     |
| 新闻晚报     | 大于1亿元    | -         | 上海报业集团     |
| 解放日报     | 大于1亿元    | －        | 上海报业集团     |
| 上海商报     | -            | －        | 上海世纪出版集团 |

## 出版社

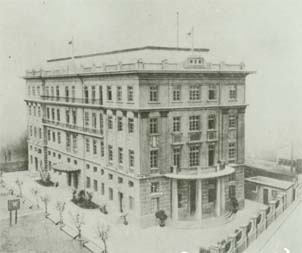
一二八事变前，商务印书馆的东方图书馆

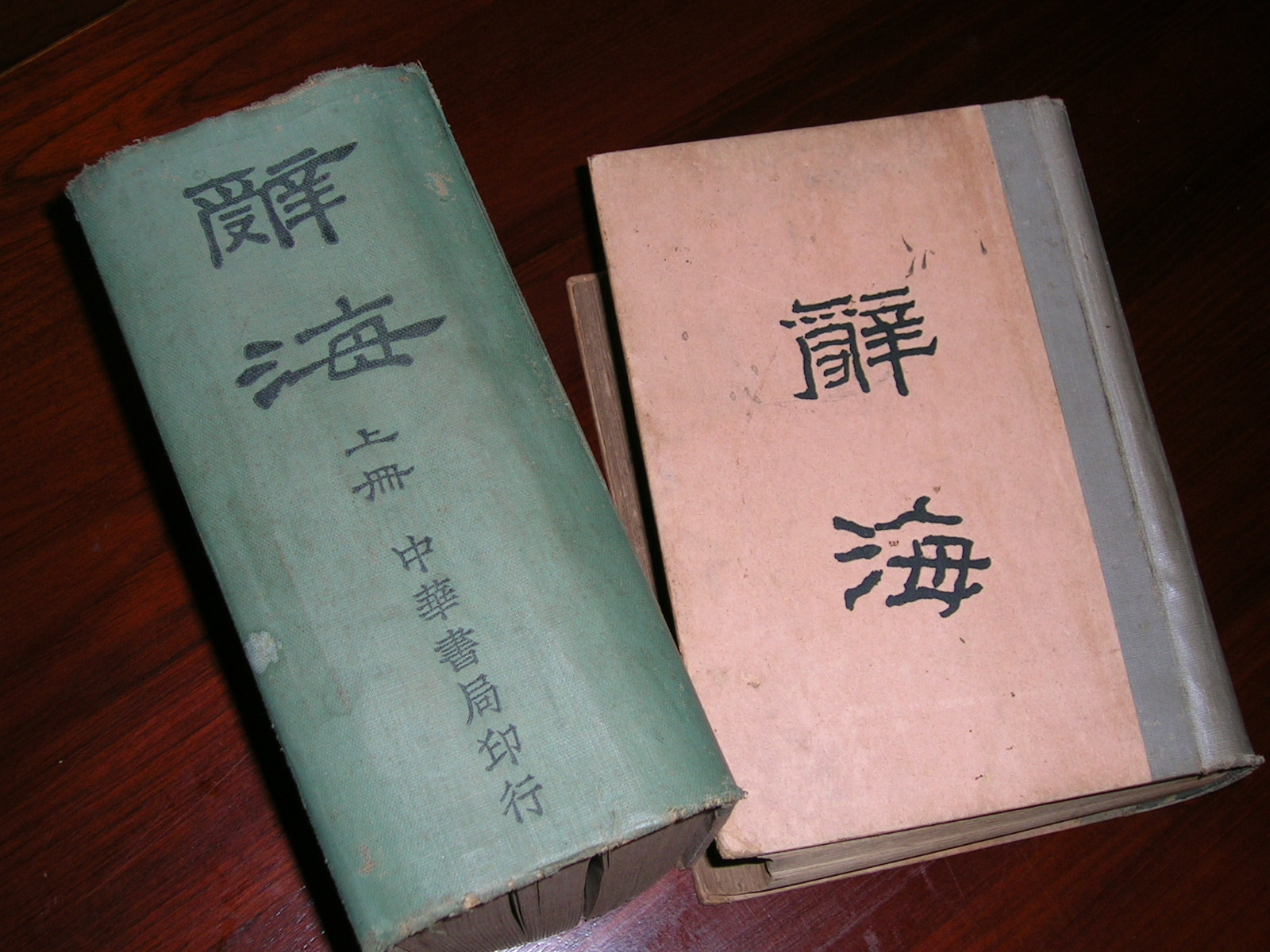
1937年由中华书局出版的《辞海》

1843年12月23日，上海英商墨海书馆引进中国第一台印刷机，成为中国最早的现代化出版社。1897年，商务印书馆在上海成立。1912年，中华书局在沪开业，并迅速发展崛起。上海此后逐渐成为了中国出版业的中心。到1910年代底，上海各类出版销售机构增加到120余家，占全国出版机构的80%。到1936年，商务印书馆、中华书局和世界书局的出版已占全中国出版图书的71%。而上海棋盘街（今河南中路）逐渐成了书店林立的文化街，后来书店越开越多，延伸到了福州路，人们也称之为“福州路文化街”。此外，长期发行的著名杂志有《东方杂志》、《科学》、《中华教育界》、《教育与职业》、《生活》、《世界知识》、《现代评论》等。
1949年起，政府开始对出版进行整顿，形成以新华书店为核心的图书出版发行。1951年1月，根据国家关于出版分工专业化的决定，原来集出版、印刷、发行于一体的华东新华书店分成3个单位：即华东（上海）人民出版社、华东印刷管理处和新华书店总分店。与此同时，华东青年出版社、劳动出版社、华东人民美术出版社、上海卫生出版社、教育图片出版社、中华书局辞海编辑所、上海古典文学出版社等出版社宣告成立。进入1959年以后，包括商务印书馆、中华书局在内的大型印刷出版机构被迁移至北京，上海出版行业逐渐衰落。1966年文化大革命爆发后，各出版社的工作基本停顿，至1972年，市出版局被撤销，10家出版社并为一个大社，对外称上海人民出版社。1969年，上海出版仅为16种。
1978年1月，中共上海市委决定，上海出版系统恢复原编制，撤销大社，重建上海市出版局以及10个专业出版社，上海出版事业由此得到恢复。
进入2000年，上海各出版社开始被整合成为上海世纪出版集团和上海文艺出版集团，2011年6月3日二者合并。上海辞书出版社出版的《辞海》颇为著名，而上海文艺出版社则有著名期刊《故事会》。

## 广播电视

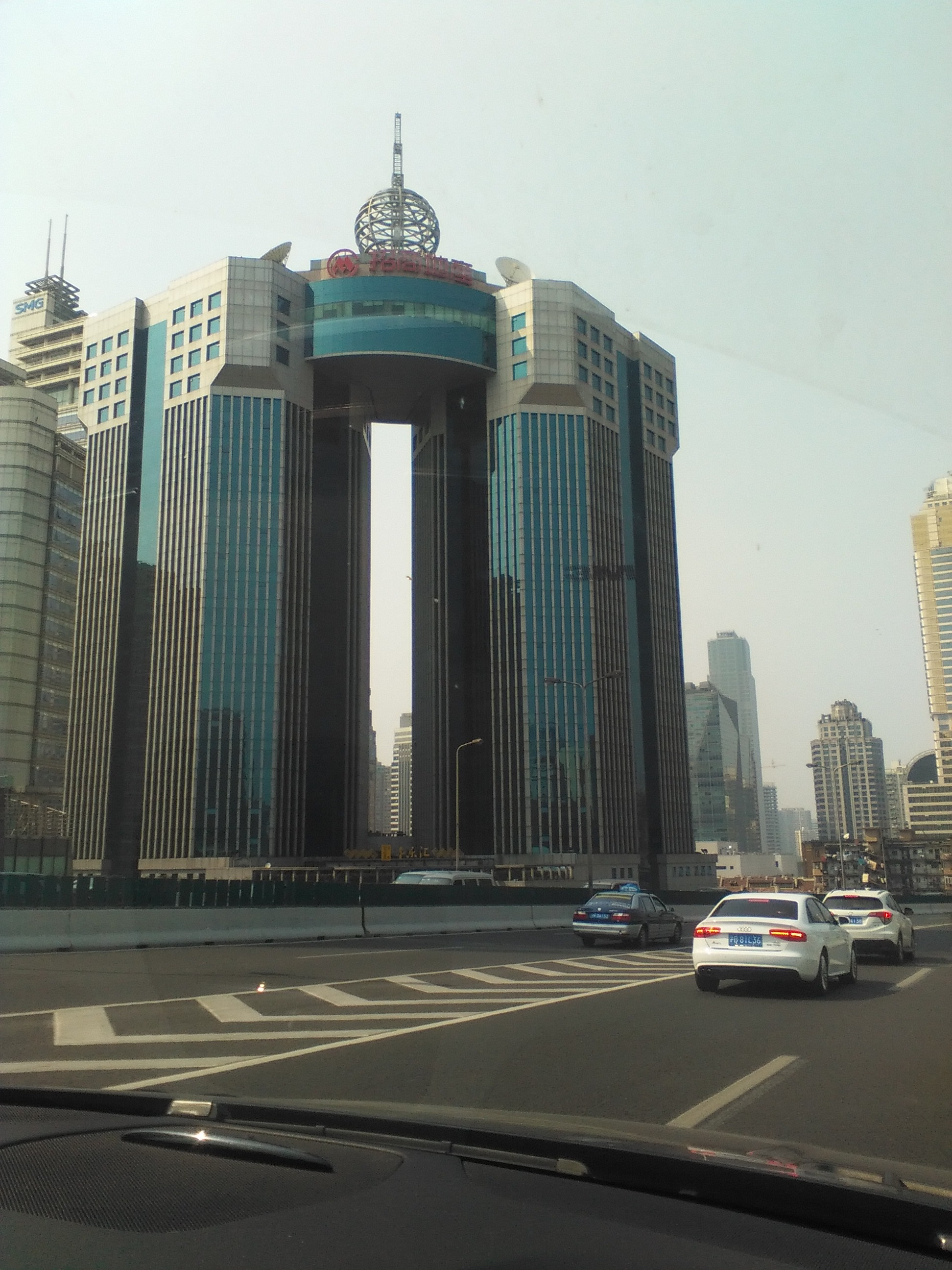
上海广播电视台总部（上视大厦，招商局广场紧挨着的建筑物即是）

1923年1月23日在上海开播的大陆报-中国无线电公司广播电台是中国首家公共广播电台。1920年代以后，随着相关无线广播的法规制定，私营电台与国有电台迅速发展。到1945年，拥有营业许可的国营电台和民营电台达108家，广播节目除新闻时讯外，也经常播出苏州评弹和滑稽戏等曲艺节目。1949年5月27日，上海人民广播电台成立，同时各类私营电台被陆续整合，至1953年，仅剩上海人民广播电台一家。1992年初，上海东方广播电台成立，成为同上海人民广播电台有竞争关系的第二家省级广播电台。1990年起上海人民广播电台播出以上海市公安局刑侦总队为原型的大型系列广播剧《刑警803》，为中国播出数量最多、时间跨度最长的广播剧。
1958年上海电视台成立并播出黑白电视，而彩色电视于1973年出现，同时建成高210米的上海电视塔。为了引进竞争机制，在1993年，上海东方电视台作为上海第二家省级电视台开播。其新闻减少了部分上海电视台的政治内容，其他节目也更加贴近市民。1994年2月，上海教育电视台开播，成为主要以播送教育与科技信息为主的电视台。1992年起，开始播出有线电视。
2001年，广播电视机构改革，上海人民广播电台、上海东方广播电台、上海电视台、上海东方电视台、上海有线电视台全部并入上海文广新闻传媒集团（今上海广播电视台），几乎控制了上海市全部的广播电视节目播出。各电视台也进行明确分工，原本竞争的格局不复存在。之后广播电视出现市场化的格局，出现了如东方卫视等具有一定影响力的频道。
除市级电视台外，自1985年开始，根据第十一次全国广播电视工作会议提出的“四级办电视、四级混合覆盖”的方针，上海市郊各县（今各郊区）陆续筹办县级电视台，起初转播中央电视台、上海电视台节目和自办部分节目，后开办频道播出自行编排的节目。而中心城区（主城区）虽然也设有有线电视中心（或新闻中心），但没有自己的频道，其制作的节目会通过第一财经频道插播。

## 网站
上海媒体自1990年代末期开始筹办网站，这些网站起初以“电子网络版”的名称运营，将报纸当日内容及滚动新闻内容以网络形式呈现给读者。最早出现电子网络版的报纸为《上海证券报》，之后《文汇报》、《新民晚报》、《解放日报》、《青年报》等也开设网站。2000年，东方网开通运营。此后上海网络媒体发展迅速，涌现了澎湃新闻、界面新闻等网络媒体，其中澎湃新闻在2017年1至12月份全部登上中央网信办发布的月度“中国新闻网站移动端传播力总榜”，其中有6次第一、4次第二。